# Gabriele Oestreich
Gabriele Oestreich-Trivellini (* 15. April 1961 in Hamburg) ist eine deutsche Fotografin. Unter ihrem Künstlernamen GABO porträtiert sie seit 1985 hauptsächlich prominente Persönlichkeiten aus Politik, Sport, Film und Fernsehen.

## Leben
Oestreich-Trivellini wuchs als Kind eines Juristen und einer Kunsthändlerin in Hamburg-Harvestehude auf. Sie begann sich bereits als Teenager für Fotografie zu interessieren, arbeitete aber zunächst zehn Jahre lang als Fotomodell. Sie bekam Aufträge in Mailand, London, Paris. 1985 entschloss sie sich, die Kamera selbst in die Hand zu nehmen und bewarb sich beim Stern. Seitdem führt sie den Künstlernamen GABO.
Ihr Portraitfoto von Herbert Grönemeyer, das am 22. Mai 1986 auf der Titelseite der Zeitschrift erschien, machte sie über Nacht als Fotografin bekannt. Mehrere Fotosessions in den folgenden Jahren mit Boris Becker, später mit Barbara Becker prägten in den Folgejahren das Image des Tennisspielers.
Sie fotografierte Helmut Schmidt, Gerhard Schröder und Alice Schwarzer, Peter Ustinov, Warren Beatty, Kevin Costner und Eric Clapton, Uwe Ochsenknecht, André Eisermann und Moritz Bleibtreu, Veronica Ferres, Jasmin Tabatabai und Franka Potente; Marius Müller-Westernhagen, Nina Hagen, Campino, Rosenstolz und Peter Maffay für Stern, L’Uomo Vogue, Spiegel und den Rolling Stone.
GABO war zudem Stammfotografin der Band Die Toten Hosen und lichtete die Mitglieder über Jahrzehnte regelmäßig ab. Die Coverfotos der Alben Reich & sexy und Love, Peace & Money entstanden in ihrem Studio. An der Regie des Videos zu Paradies war sie beteiligt.
Zwischendurch reiste GABO für eine Fotoreportage über Krokodile in den Regenwald, oder fotografierte in Uganda, um über Aids zu berichten.
Sie fotografierte Erotik für den Playboy und Mode für Brigitte. Es entstanden gelegentlich Werbeaufnahmen für beispielsweise Audi, oder die Dresdner Bank. GABO lehnte es als Tierschützerin jedoch ab, Menschen im Pelz zu fotografieren. Lieber nackt als im Pelz hieß auch das Motto der Tierschutzorganisation PETA für die 2002 Die Toten Hosen nackt vor ihrer Kamera posierten.
GABO hat einen Sohn (* 1987) und verlegte ihren Hauptwohnsitz 1999 nach Mallorca. Daneben bewohnte sie eine Wohnung in Potsdam, in der auch ihre Mutter und ihr Sohn lebten. Derzeit lebt sie in der Nähe Berlins auf dem Land.

## Ausstellungen (Auswahl)
- 2005: Big Shots at Jades, Galerie Camerawork, Hamburg
- 2006:  Schloss Tuessling, München
- 2006:  Akademie der Bildenden Künste, Wien
- 2007:  Espace Miramar, Canes
- 2007: Liaisons Erotiques, Lumas Editionsgalerie, Berlin
- 2008: GABO Analog, Theatergalerie Bremen
- 2017: GABO FAME presented by LUMAS, 10.–17. September 2017 Humboldt-Box, Schloßplatz (Berlin)

## Bildbände
GABO: Big Shots, teNeues Verlag, Kempen, 2006. ISBN 978-3-8327-9172-8.